# Ładzice
Ładzice è un comune rurale polacco del distretto di Radomsko, nel voivodato di Łódź.
Ricopre una superficie di 82,72 km² e nel 2004 contava 4 972 abitanti.